# Kysuca
Il Kysuca è un fiume, affluente destro del Váh, che scorre nella Slovacchia settentrionale, nell'omonima zona chiamata Kysuce.

## Percorso
Nei primi tratti il corso d'acqua scorre in direzioni nord-occidentale costeggiando la catena Javorníky (dove si trova la fonte) e le montagne Kysucké Beskydy; dopo aver attraversato le città di Turzovka e Čadca il tracciato assume una direzione meridionale bagnando Horelica, Krásno nad Kysucou, Kysucké Nové Mesto fino a gettarsi nel Váh a Žilina.